# Bahnhof Maputo

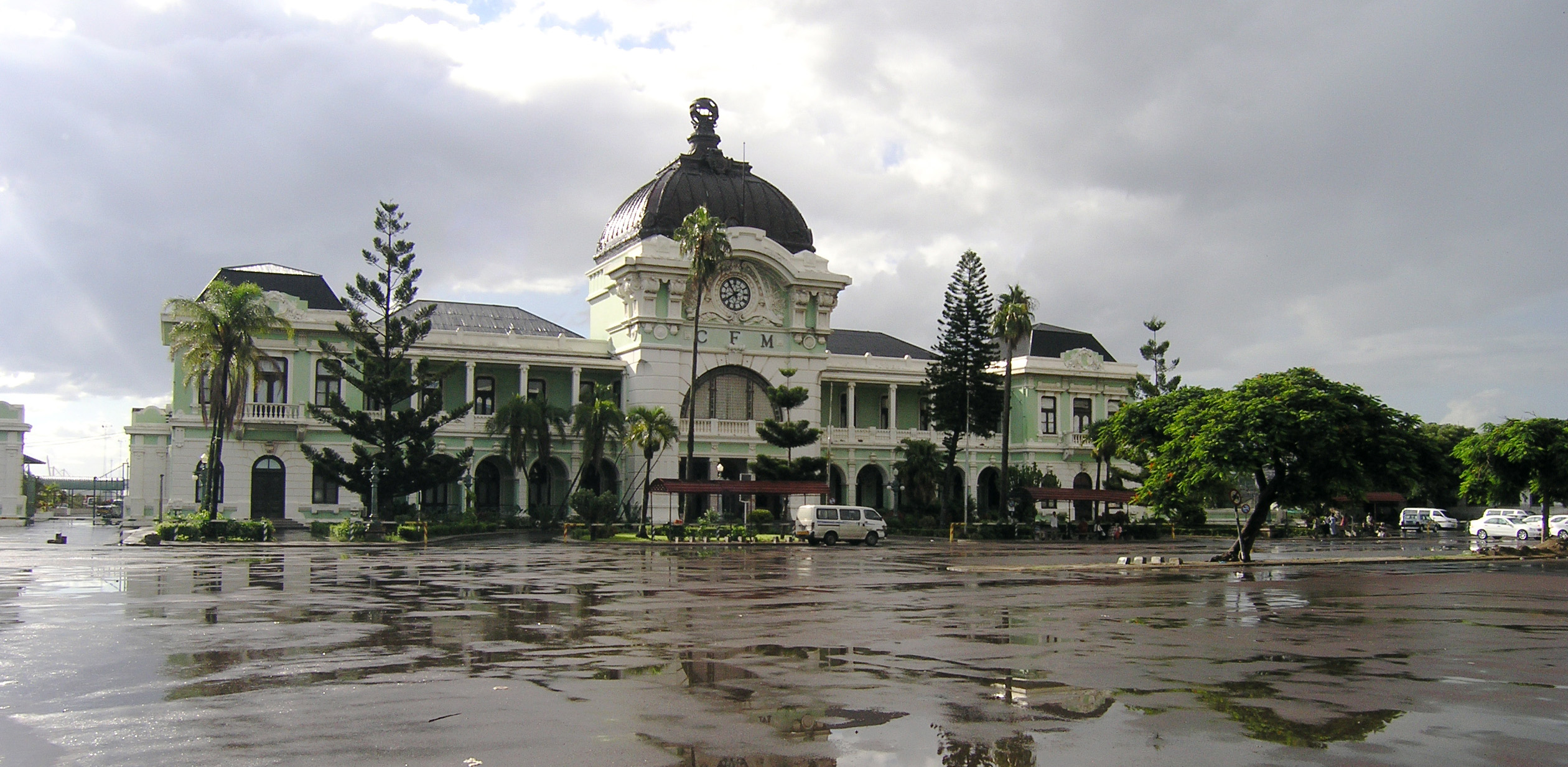
Bahnhof von Maputo

Der Bahnhof von Maputo, auf Portugiesisch meist Estação do Caminho de Ferro de Maputo oder kurz CFM, ist der Hauptbahnhof der mosambikanischen Hauptstadt. Er befindet sich am Praça dos Trabalhadores im Stadtviertel der Baixa (offiziell Central C im Distrikt Kampfumo). Derzeit gibt es einen geringen Zugverkehr auf den drei Eisenbahnstrecken des Südnetzes der staatlichen Eisenbahngesellschaft CFM nach Eswatini (Linha de Goba), Südafrika (Linha de Ressano Garcia) und Simbabwe (Linha de Limpopo).

## Geschichte

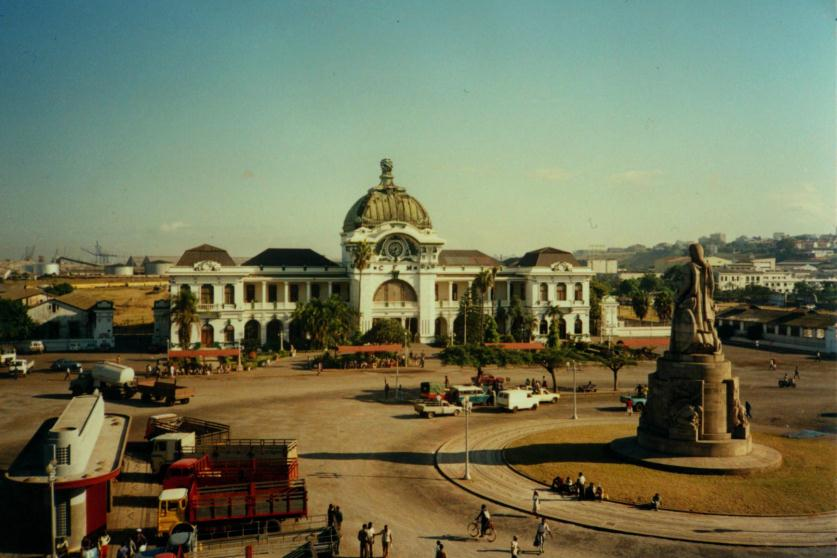
Blick auf den Bahnhof im Jahr 1988, im Vordergrund das Denkmal für die Gefallenen des Ersten Weltkrieges

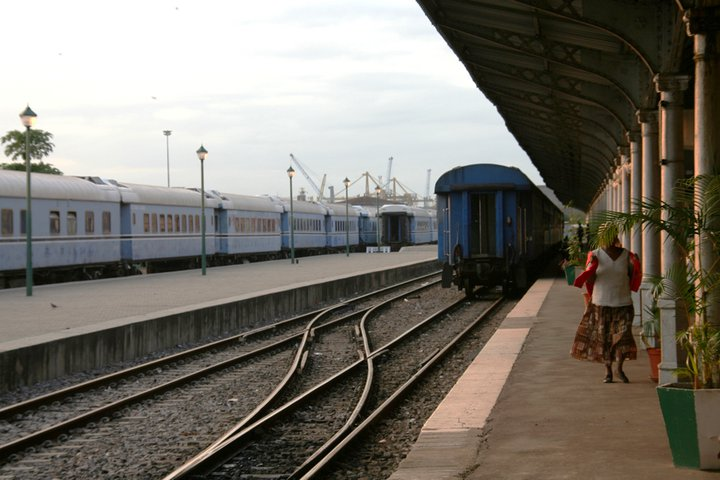
Blick auf einen der Bahnsteige

Das heutige Gebäude des Kopfbahnhofes ist zwischen 1908 und 1910 nach Plänen der Architekten Alfredo Augusto Lisboa de Lima, Mário Veiga und José Ferreira da Costa errichtet worden. Der erste Bahnhof an der Stelle des heutigen Gebäudes ging im Jahr 1895 zur Eröffnung der privaten Eisenbahnstrecke Pretoria–Lourenço Marques in Betrieb und bestand aus einer schlichten Holzkonstruktion. Um der Eisenbahnstrecke jedoch ein repräsentatives Entrée zu geben und ihre Bedeutung für den Handel zu unterstreichen, wurde seitens der Eigentümer, der Brüder Bucellato, entschieden, das Gebäude zu ersetzen. Mit dem Entwurf des neuen Empfangsgebäudes wurden 1908 die Architekten Alfredo Augusto Lisboa de Lima, Mário Veiga und Ferreira da Costa beauftragt, den Entwurf der Stuckfassade übernahm einer der beiden Eigentümer, Pietro Bucellato. Bis heute hält sich die Legende, dass Gustave Eiffel für den Bau verantwortlich sei. Die Eröffnung fand am 19. März 1910 mit der ersten Fahrt zweier Züge nach São José de Lhanguene statt.
Seit einigen Jahren wird der Bahnhof aufgrund des geringen Verkehrs zunehmend anderweitig genutzt. In einer ehemaligen Wartehalle ist eine Bar eingezogen, auf den Bahnsteigen finden an Wochenenden Modeschauen, Partys und andere Tanzveranstaltungen statt. Im hinteren Bereich des Bahnhofes soll ein Eisenbahnmuseum einziehen.
Im Zuge eines Projektes der spanischen Entwicklungszusammenarbeitsorganisation AECID und der staatlichen mosambikanischen Denkmalverwaltung wurde der Bahnhof 2013 in eine neugegründete Liste von Denkmälern aufgenommen und steht somit unter gesetzlichem Schutz. Eine Plakette am Eingang des Gebäudes weist auf diesen Umstand hin. Zusätzlich ist der Bahnhof in der portugiesischen Denkmaldatenbank Sistema de Informação para o Património Arquitectónico (SIPA), die auch Gebäude der ehemaligen Kolonien umfasst, unter der Kennziffer 00031693 eingetragen.
Verschiedene Rankings bewerten den Bahnhof als einen der „schönsten der Welt“ und als den „schönsten von Afrika“, unter anderem die Rankings der US-amerikanischen Magazine Newsweek und Travel+Leisure.

## Verkehr
Es gibt täglichen, von der staatlichen Eisenbahngesellschaft Portos e Caminhos de Ferro de Moçambique (CFM) betriebenen Eisenbahnverkehr vom Bahnhof aus. Auf den drei bedienten Strecken (Linha de Goba, Linha de Ressano Garcia und Linha de Limpopo) findet jedoch nur Einzelzugverkehr ohne regulären Taktfahrplan statt. Die am häufigsten angebotenen Zugverbindungen gehen in die beiden Vororte Matola und Marracuene.